# Garrett Birkhoff
Garrett Birkhoff (n. 19 ianuarie 1911, Princeton, New Jersey, SUA – d. 22 noiembrie 1996, Water Mill⁠(d), Suffolk, New York, SUA) a fost un matematician american, cunoscut în special pentru contribuțiile sale în domeniul teoriei laticelor.
A fost fiul matematicianului George David Birkhoff.

## Contribuții
Contribuțiile sale au vizat cu precădere: teoria spațiilor liniare semiordonate, teoria cuantelor, construirea formelor de derivare numerică a fracțiilor cu două și mai multe variabile, aceste formule servind la integrarea numerică a ecuațiilor diferențiale sau a ecuațiilor cu derivate parțiale.
După 1950, s-a ocupat cu studiul mișcării fluidelor.

## Scrieri
- Some Unsolved Problems of Theoretical Dynamics (1941).

Birkhoff citează lucrările lui Grigore Moisil.
Scrierile lui Birkhoff au fost studiate de matematicienii români Mihail Benado (1954) și Dragoș Vaida (1962).